# Plavînîșce, Romnî
Plavînîșce (în ucraineană Плавинище) este localitatea de reședință a comunei Plavînîșce din raionul Romnî, regiunea Sumî, Ucraina.

## Demografie
Componența lingvistică a localității Plavînîșce
     Ucraineană (97,45%)
     Rusă (2,28%)
     Alte limbi (0,27%)
Conform recensământului din 2001, majoritatea populației localității Plavînîșce era vorbitoare de ucraineană (97,45%), existând în minoritate și vorbitori de rusă (2,28%).